# Сухарева балка (заказник)
Сухарева балка — ландшафтний заказник місцевого значення.
Заказник знаходиться поблизу села Райполе Межівського району Дніпропетровської області.
На території заказника охороняється балково-водороздільний ландшафт. Серед рідкісних видів рослин тут зустрічаються деревій тонколистий, белевалія сарматська, гіацинт блідий, ковила волосиста, ковила Лессінга, анемона Лютикова, цибуля подільська. Серед тварин — черепаха болотна, жаба гостроморда, квакша звичайна, ящірка прудка, гадюка степова східна та інші.
Площа — 617,4 га, створений у 2013 році.